# Flunkyball

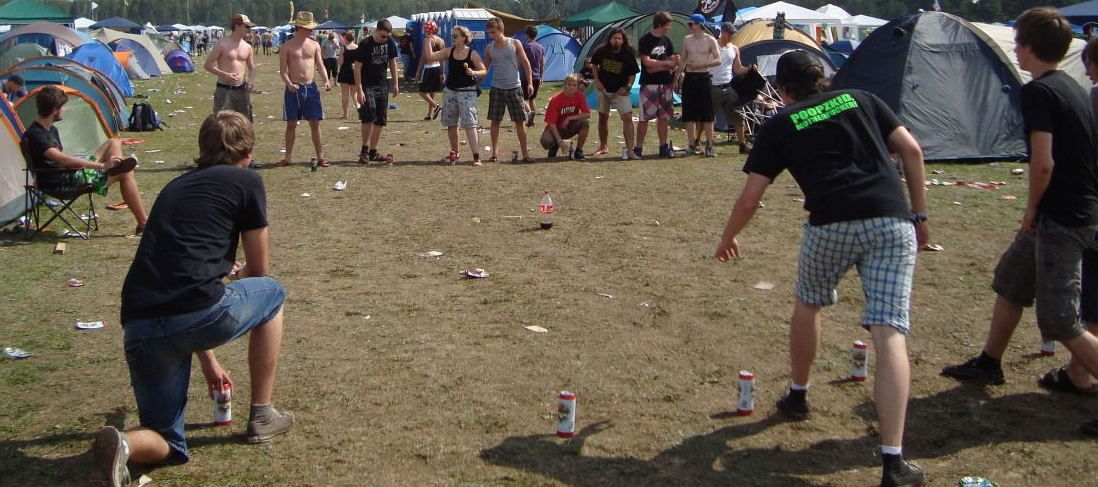
Flunkyball op een festival

Flunkyball is een drankspel waarin twee teams het tegen elkaar opnemen.

## Benodigdheden
- Per persoon 1 flesje of blikje bier
- 1 doelwit
- 1 bal

## Spelregels

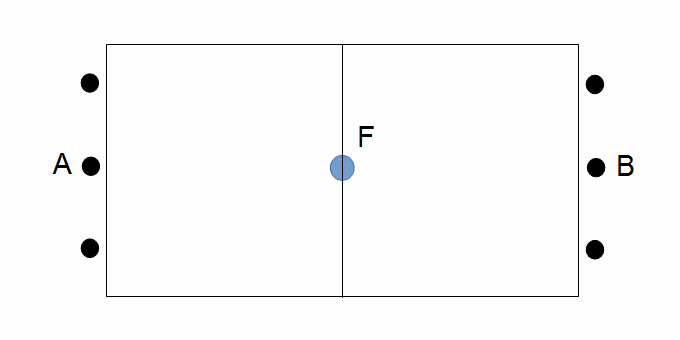
Schets van een flunkyballveld: teams A en B stellen zich op achter de basislijnen, met doelwit F in het midden

Twee teams staan tegenover elkaar, elk in een rij, ongeveer 10 meter uit elkaar. Het aantal spelers in een team ligt niet vast; teamgroottes tussen de 3 en 8 personen zijn gebruikelijk. 
Elke speler heeft diens bierflesje of blikje ongeopend op de grond voor zich staan. Tussen de twee teams in het midden van het veld staat een doelwit, meestal een deels gevulde PET-fles, die door een bal moet worden geraakt en omvalt. Het team dat de bal in handen heeft, probeert het doel met de bal te raken. Als het doelwit omvalt, mag het team dat het heeft gegooid bier drinken. Pas als een team voor het eerst een keer het doelwit heeft omgegooid, mogen de flesjes of blikken geopend worden. Vervolgens moeten de tegenstanders het doelwit zo snel mogelijk correct neerzetten en de bal en alle teamleden achter de eigen lijn krijgen. Zodra het andere team het doelwit correct heeft geplaatst en de bal en alle teamleden achter de lijn heeft, roepen ze luid "Stop" en moet het team dat gooide stoppen met drinken.
Als een speler diens bier op heeft, wordt de fles of het blik op z'n kop boven het hoofd gehouden. Zo bewijst de speler dat het bier inderdaad op is. Hierna mag de speler diens team niet meer helpen met het ophalen van de bal en/of het doelwit correct opstellen.
Zodra een team al hun bier heeft gedronken, winnen ze het spel.

## Straffen
Straffen kunnen bijvoorbeeld worden toegekend als een speler te vroeg begint met drinken of doorgaat met drinken na het "stop"-signaal. Ook lekkend bier (bijvoorbeeld doordat de fles schuimt, het blik kapot is of omvalt) kan bestraft worden. 
Spelers kunnen dus ook proberen de fles of het blik van een tegenstander proberen om te gooien, omdat diegene dan een nieuwe mag openen en opdrinken.
Mogelijke straffen kunnen een extra biertje zijn voor een speler, of een slok voor het andere team.
Welke actie als een overtreding wordt beschouwd en hoe deze wordt bestraft, verschilt van locatie tot locatie.

## Varianten
De regels van flunkyball verschillen enorm. Ze worden vaak pas aan het begin van het spel of zelfs tijdens het spel bepaald. 
De afstand tussen de spelers en het doelwit kan bijvoorbeeld wisselen.
In sommige gevallen hoeft alleen het doelwit opgesteld te worden om een ronde te beëindigen zonder de bal achter je eigen lijn te brengen. 
Verder wisselt de consequentie voor een speler die foutief aangeeft dat het bier op is: Is het al genoeg straf dat het overgebleven bier over je heen valt? Of is een extra biertje op zijn plaats?
In plaats van een bal kan ook een 1,5L fles, blik bier of een ui worden gebruikt. 
In plaats van bier kan het spel ook gespeeld worden met niet-alcoholische dranken, zoals ice tea. 
Ook de hoeveelheid drank die spelers mogen drinken varieert. Elke grootte van flesjes en blikken die spelers kunnen bemachtigen zijn mogelijk.

## Verspreiding
Flunkyball wordt meestal gespeeld als het lekker weer is, op grasvelden en in parken. Flunkyball wordt soms ook gespeeld op meerdaagse muziekfestivals.
Flunkyball is vooral populair in de studentencultuur op universiteiten. Zo wordt er jaarlijks een flunkyballkampioenschap gehouden aan het Karlsruhe Institute of Technology.

## Geschiedenis
De eerste flunkyball-spellen werden begin jaren 2000 gespeeld, voornamelijk in Polen, en werden gespeeld met bierblikjes in het midden die omgestoten moesten worden. De eerste varianten werden gespeeld met een "puck" (een bierblikje geplet tot een schijf), een bal of een stok. Door steeds strengere statiegeldregels worden de varianten waarbij puck wordt gebruikt steeds zeldzamer. In Polen wordt het onder de naam 'flanki' beschouwd als het 'nationale studentenspel' en wordt het door bijna iedereen gespeeld op festivals en andere alcoholgerelateerde evenementen. 
De eerste "Wereldkampioenschappen" werden gehouden in Darmstadt in 2005, een team uit Dillenburg heeft toen gewonnen.

## Media
Een rondje Flunkyball wordt vertoond in een videoclip van de band Kraftclub uit Chemnitz.